# Ivan Kupala (banda)
Ivan Kupala (Иван Купала en ruso) fue un grupo de música pop, pop étnico y electrónica, originarios de San Petersburgo, Rusia.
Este grupo era conformado por Denis Fyodorov, Alexey Rumyantsev y Alexey Ivanov. El nombre proviene del ritual de Ivan Kupala que es celebrado en el solsticio de verano. Este grupo mezcla música tradicional de Rusia con música electrónica. Han grabado varios discos y gozan de popularidad básicamente en su natal Rusia aunque han participado en festivales y eventos internacionales.

## Discografía
- 1999 – Кострома (Kostroma)
- 2000 – Здорово, Кострома (Zdorovo, Kostroma - !Qué tal, Kostroma!)
- 2002 – Радио Награ (Radio Nagra)
- 2003 – Лучшие песни (Éxitos)
- 2012 – Родина (Rodina)